# Latch (canción)
«Latch» (Pestillo) es una canción del dúo británico de garage house Disclosure. Cuenta con la colaboración del cantante británico Sam Smith. Fue lanzado en formato digital el 8 de octubre de 2012 en el Reino Unido, y sirvió como primer sencillo de su álbum debut Settle lanzado en junio de 2013. La canción alcanzó la ubicación número 11 en la lista de sencillos del Reino Unido. En los Estados Unidos y en varias partes del mundo se lanzó como sencillo el 4 de mayo de 2014, llegando a conseguir el número 7 del Billboard Hot 100 y logrando la venta de tres millones de copias.

## Video musical
El video fue dirigido por Ross McDowell y Ben Murray del colectivo londinense Bullion. Incluye escenas de conquistas amorosas en situaciones apasionadas y románticas. El video fue reproducido más de 212 millones de veces a mediados de abril de 2017.

## Lista de canciones
| Descarga digital |                      |          |  |
| N.º              | Título               | Duración |  |
| 1.               | «Latch» (Radio Edit) | 3:28     |  |
| 2.               | «Latch» (Original)   | 4:16     |  |

| Descarga digital (The Remixes) |                                  |          |  |
| N.º                            | Título                           | Duración |  |
| 1.                             | «Latch» (T. Williams Club Remix) | 4:07     |  |
| 2.                             | «Latch» (Jamie Jones Remix)      | 6:31     |  |

## Posiciones en las listas y certificaciones
| Lista (2012–15)                             | Mejor posición |
| ------------------------------------------- | -------------- |
| Australia (ARIA)                            | 47             |
| Bélgica (Flandes) (Ultratop 50)             | 22             |
| Bélgica (Valonia) (Ultratip Bubbling Under) | 36             |
| Dinamarca (Tracklisten)                     | 13             |
| Canadá (Hot 100)                            | 9              |
| Escocia (The Official Charts Company)       | 22             |
| Eslovaquia (Radio Top 100 Chart)            | 58             |
| Eslovaquia (Singles Digitál Top 100)        | 15             |
| Estados Unidos (Billboard Hot 100)          | 7              |
| Estados Unidos (Pop Songs)                  | 3              |
| Estados Unidos (Adult Pop Songs)            | 10             |
| Estados Unidos (Dance/Electronic Songs)     | 1              |
| Francia (SNEP)                              | 8              |
| Irlanda (IRMA)                              | 35             |
| Italia (FIMI)                               | 29             |
| Nueva Zelanda (Recorded Music NZ)           | 39             |
| Países Bajos (Mega Single Top 100)          | 60             |
| Reino Unido (UK Singles Chart)              | 11             |
| Reino Unido (UK Dance Chart)                | 3              |
| República Checa (Radio Top 100 Chart)       | 80             |
| República Checa (Singles Digitál Top 100)   | 27             |
| Suecia (Sverigetopplistan)                  | 30             |

| País           | Organismo certificador | Certificación | Ventas  | Ref.   |
| -------------- | ---------------------- | ------------- | ------- | ------ |
| Australia      | ARIA                   | Platino       | 70 000  | [ 27 ] |
| Canadá         | Music Canada           | 2× Platino    | 160 000 | [ 28 ] |
| Estados Unidos | RIAA                   | 3× Platino    | 3 000   | [ 29 ] |
| Italia         | FIMI                   | Platino       | 30 000  | [ 30 ] |
| Nueva Zelanda  | RMNZ                   | Oro           | 7 500   | [ 31 ] |
| Reino Unido    | BPI                    | Platino       | 600 000 | [ 32 ] |
| Suecia         | GLF                    | 2× Platino    | 80 000  | [ 33 ] |

## Historial de lanzamientos
| Región         | Fecha                | Formato               | Discográfica                           |
| -------------- | -------------------- | --------------------- | -------------------------------------- |
| Reino Unido    | 8 de octubre de 2012 | Descarga digital      | PMR Records                            |
| Estados Unidos | 4 de febrero de 2014 | Difusión radial       | Cherrytree Records, Interscope Records |
| Estados Unidos | 11 de marzo de 2014  | Rhythmic contemporary | Cherrytree Records, Interscope Records |